# Santa Bárbara do Pará

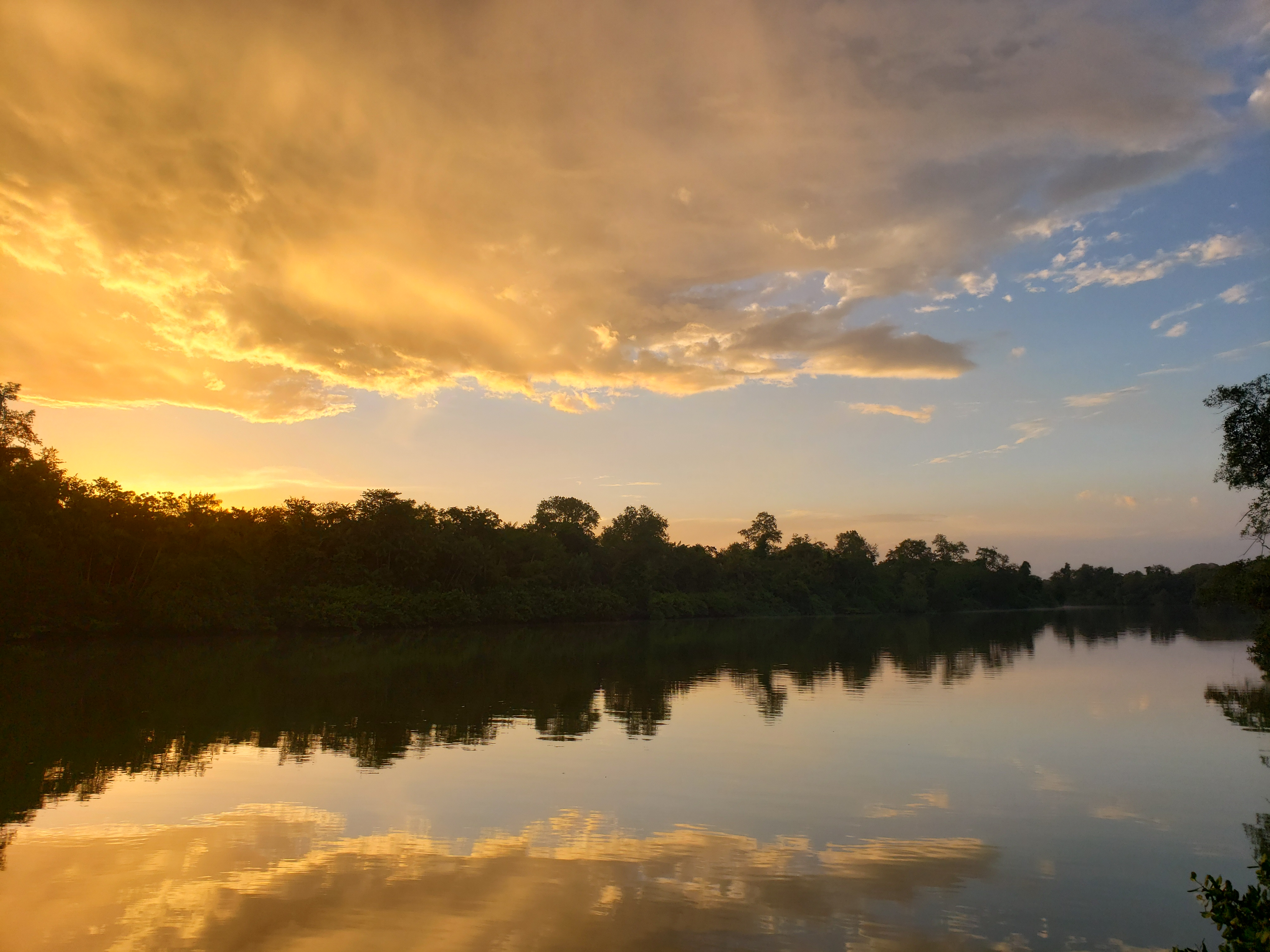
Pôr do sol no rio Araci, em Santa Bárbara do Pará.

Santa Bárbara do Pará é um município brasileiro do estado do Pará, situado na região metropolitana de Belém. Localiza-se a uma latitude 01º13'25" sul e a uma longitude 48º17'40" oeste, estando a uma altitude de 21 metros. Sua população estimada em 2021 era de 21.811 habitantes. Possui uma área de 279,4279 km².
Por estar localizada na Amazônia Brasileira, possui diversos rios que contemplam belas paisagens.